# Bot (recipient)

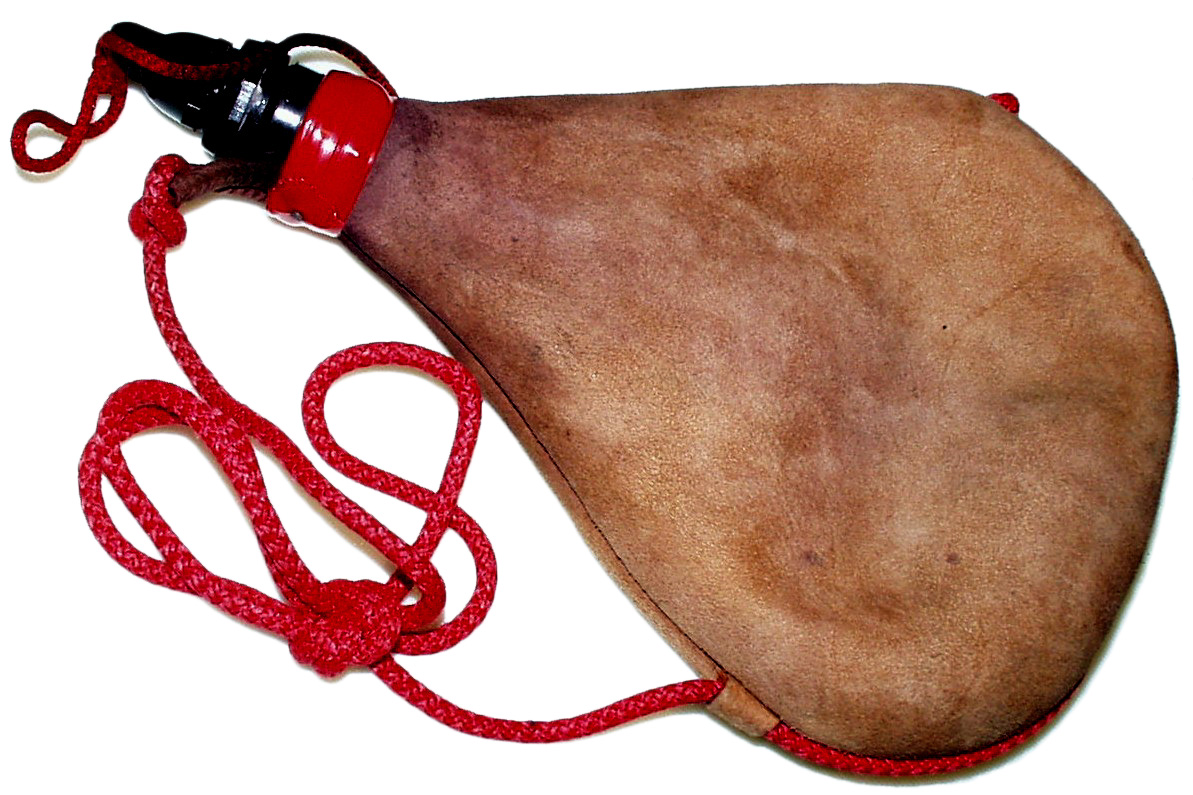
Típica bota de vi de pell

Un bot, una bota o borratxa és un recipient amb forma de gota o llàgrima, generalment de pell de cabró, empegat per dins i cosit per fora, que s'utilitza principalment per a guardar i mantenir fresc el vi. També es pot fer servir per a contenir altres líquids, com ara oli. Els bots de vi de mida més petita s'anomenen bótes o botelles, les quals van proveïdes d'un broc o xeremina que permet de beure-hi a galet directament sense necessitat d'abocar el vi en un got, tot inclinant-les alhora que se'n prem la part inferior. També acostumen a dur un cordó per a poder-les portar penjant.